# Lijst van Belgische adelsverheffingen 1971
Personen die in 1971 in de Belgische adel werden opgenomen of een adellijke titel verwierven.

## Graaf
- Jonkheer René Boël (1899-1990), de titel graaf, overdraagbaar bij eerstgeboorte.
- Thadeuz Plater-Zyberk (1906-1978), inlijving in de Belgische erfelijke adel met de titel graaf, overdraagbaar op alle afstammelingen die de naam dragen.
- Andras Zichy (1935- ), inlijving in de Belgische erfelijke adel met de titel graaf, overdraagbaar op alle afstammelingen die de naam dragen.

## Burggraaf
- Jonkheer François-Xavier Berryer (1930- ), de titel burggraaf, overdraagbaar bij eerstgeboorte.
- Jonkheer Alain Berryer (1932- ), de titel burggraaf, overdraagbaar bij eerstgeboorte.

## Baron
- Jonkheer François-Joseph Carton de Wiart (1908-1976), de titel baron, overdraagbaar bij eerstgeboorte.
- Pierre Clerdent, gouverneur van de provincie Luik, erfelijke adel en persoonlijke titel baron.
- Jonkheer Jacques Desclée (1892-1974), de titel baron, overdraagbaar bij eerstgeboorte.
- Jacques Goethals (1925- ), erfelijke adel en de titel baron, overdraagbaar bij eerstgeboorte.
- Jonkheer Ignace de la Kethulle de Ryhove, (1924-1991), de titel baron, overdraagbaar bij eerstgeboorte.
- Jonkheer Christian de Meester de Betzenbroeck (1907- ), de titel baron, overdraagbaar bij eerstgeboorte.
- Jonkheer Hervé de Meester de Betzenbroeck (1909-1980), de titel baron, overdraagbaar bij eerstgeboorte.
- Jonkheer Gabriel de Meester de Betzenbroeck (1916- ), de titel baron, overdraagbaar bij eerstgeboorte.
- Jean-Marie Poncelet (1908-1986), persoonlijke adel en titel baron.
- Ridder Oscar de Schaetzen (1901-1985), de titel baron, overdraagbaar bij eersteboorte.
- Ridder Erard de Schaetzen (1904-1997), de titel baron, overdraagbaar bij eerstgeboorte.
- Frédéric Speth (1917- ), erfelijke adel en persoonlijke titel baron.
- Jonkheer Guy Terlinden (1913- ), de titel baron, overdraagbaar bij eerstgeboorte.
- Jonkheer Léon Terlinden (1916-1997), de titel baron, overdraagbaar bij eerstgeboorte.
- Jonkheer Robert Terlinden (1921-1999), de titel baron, overdraagbaar bij eerstgeboorte.
- Jonkheer André Wolters (1928-1972), de titel baron, overdraagbaar bij eerstgeboorte.
- Jonkheer Adrien Wolters (1932-1993), de titel baron, overdraagbaar bij eerstgeboorte.

## Barones
- Pauline Stas de Richelle (1904-1985), de titel barones voor de naam van haar overleden man, André Goethals (1893-1958) (ouders van Jacques Goethals).

## Ridder
- Arnold Godin (1889-1982), erfelijke adel en de titel ridder, overdraagbaar bij eerstgeboorte.
- Henri Goemaere (1894-1975), erfelijke adel en titel ridder, overdraagbaar bij eerstgeboorte.
- Louis Pigault de Beaupré (1885-1973), advocaat, erfelijke adel en de titel ridder, overdraagbaar bij eerstgeboorte.
- Joseph Rutsaert (1905- ), eerste voorzitter Hof van Cassatie, erfelijke adel en de titel ridder, overdraagbaar bij eerstgeboorte.

## Jonkheer
- Edmond Godin (1893-1982), erfelijke adel.
- Régis Godin (1937- ), erfelijke adel
- Henry Godin (1938- ), erfelijke adel.
- Stanislas Godin (1939- ), erfelijke adel.
- Jean-Baptiste Godin (1957- ), erfelijke adel.
- Théodore Godin (1952- ), erfelijke adel.
- Vincent Goethals (1929- ), erfelijke adel.
- Fernand Kesteloot (1902-1992), voorzitter rechtbank eerste aanleg Brugge, erfelijke adel.
- Olivier Lambert de Rouvroit (1954- ), erfelijke adel.
- Edouard Lambert de Rouvroit (1960- ), erfelijke adel.
- Nicolas Lambert de Rouvroit (1962- ), erfelijke adel.
- Alexandre Lambert de Rouvroit (1965- ), erfelijke adel.
- Renaud Lambert de Rouvroit (1924- ), erfelijke adel.
- Léon Lambert de Rouvroit (1927- ), erfelijke adel.
- Claude Poncelet (1937- ), erfelijke adel.
- Alain Poncelet (1942- ), erfelijke adel.
- Patrick Poncelet (1946- ), erfelijke adel.
- Philippe Poncelet (1952-1995), erfelijke adel.
- Paul van der Vaeren (1923- ), erfelijke adel.

## Jonkvrouw
- Janine Poncelet (1940- ), persoonlijke adel.
- Annick Poncelet (1954- ), persoonlijke adel.
- Chrétienne Lambert de Rouvroit (1921-1981), persoonlijke adel.
- Christine Lambert de Rouvroit (1953- ), persoonlijke adel.